# London-Marathon 2010
| 30. London-Marathon    | 30. London-Marathon            |
| ---------------------- | ------------------------------ |
| Stadt                  | London, Vereinigtes Königreich |
| Datum                  | 25. April 2010                 |
| Distanz                | 42,195 Kilometer               |
| Sieger                 |                                |
| Männer                 | Tsegay Kebede (2:05:19 h)      |
| Frauen                 | Aselefech Mergia (2:22:38 h)   |
| ← London-Marathon 2009 | London-Marathon 2011 →         |
| Website                | Offizielle Website             |

Der London-Marathon 2010 war die 30. Ausgabe der jährlich stattfindenden Laufveranstaltung in London, Vereinigtes Königreich. Der Marathon fand am 25. April 2010 statt und war der zweite World Marathon Majors des Jahres.
Bei den Männern gewann Tsegay Kebede in 2:05:19 h und bei den Frauen Aselefech Mergia in 2:22:38 h.

## Ergebnisse

### Männer
| Platz | Athlet                     | Land                   | Zeit (h) |
| ----- | -------------------------- | ---------------------- | -------- |
| 01    | Tsegay Kebede              | Äthiopien              | 2:05:19  |
| 02    | Emmanuel Kipchirchir Mutai | Kenia                  | 2:06:23  |
| 03    | Jaouad Gharib              | Marokko                | 2:06:55  |
| 04    | Abderrahime Bouramdane     | Marokko                | 2:07:33  |
| 05    | Abel Kirui                 | Kenia                  | 2:08:04  |
| 06    | Marílson dos Santos        | Brasilien              | 2:08:46  |
| 07    | Zersenay Tadese            | Eritrea                | 2:12:03  |
| 08    | Andrew Lemoncello          | Vereinigtes Königreich | 2:13:40  |
| 09    | Yonas Kifle                | Eritrea                | 2:14:39  |
| 10    | Andi Jones                 | Vereinigtes Königreich | 2:16:38  |

### Frauen
| Platz | Athletin           | Land                   | Zeit (h) |
| ----- | ------------------ | ---------------------- | -------- |
| 01    | Aselefech Mergia   | Äthiopien              | 2:22:38  |
| 02    | Bezunesh Bekele    | Äthiopien              | 2:23:17  |
| 03    | Askale Tafa        | Äthiopien              | 2:24:39  |
| 04    | Yukiko Akaba       | Japan                  | 2:24:55  |
| 05    | Bai Xue            | Volksrepublik China    | 2:25:18  |
| 06    | Kimberley Smith    | Neuseeland             | 2:25:21  |
| 07    | Mari Ozaki         | Japan                  | 2:25:43  |
| 08    | Mara Yamauchi      | Vereinigtes Königreich | 2:26:16  |
| 09    | Swetlana Sacharowa | Russland               | 2:31:00  |
| 10    | Atsede Habtamu     | Äthiopien              | 2:31:41  |
| DSQ   | Lilija Schobuchowa | Russland               | 2:22:00  |
| DSQ   | Inga Abitowa       | Russland               | 2:22:19  |